# Sentinel-6
El Sentinel-6 o Jason-CS és un satèl·lit d'observació terrestre desenvolupat conjuntament per l'Agència Espacial Europea (ESA), la Unió Europea com a impulsora del Programa Copernicus on el satèl·lit s'ubica, EUMETSAT, la NASA, la NOAA (Administració Nacional dels Oceans i de l'Atmosfera dels Estats Units) i el CNES. La missió del Sentinel-6 és mantenir la continuïtat de les observacions topogràfiques marines d'alta precisió un cop desactivat l'últim satèl·lit del programa Jason, el Jason-3. Aquest últim va ser llançat el gener del 2016 i té una vida esperada de 5 anys.

## Característiques de la missió[3]
- Tipus: Observació terrestre
- Data de llançament prevista: Novembre de 2020
- Massa en el llançament: 1440 kg
- Vehicle de llançament: Falcon 9
- Lloc de llançament: Vandenberg Air Force Base, Califòrnia
- Òrbita: LEO sense ser una Heliosíncrona
- Altitud: 1336 km
- Inclinació: 66 °
- Cicle de repetició: 10 dies
- Durada nominal: 5 anys

## Missió i aplicacions
La principal missió del Sentinel-6 és la d'altimetria marina, és a dir l'estudi amb alta precisió de l'alçada de cada punt de l'oceà. Les aplicacions d'aquesta missió són les següents:
- Estudi del clima oceànic
- Modelació i predicció numèrica del comportament dels oceans
- Predicció del temps a curt i mitjà termini
- Meteorologia marina
- Altimetria i estudi de les costes

Aquesta missió és essencial en les aplicacions científiques citades per tal d'estudiar el constant canvi en el nivell del mar, un indicador clau del canvi climàtic. A més a més, el mapeig dels oceans amb una freqüencia de 10 dies (cicle de repetició) també proveeix informació vital dels corrents oceànics, la velocitat del vent i l'alçada de les onades, factors claus en seguretat marina.
El centre de control de missió durant la fase d'operacions rutinàries així com el centre de processament de les dades del satèl·lit es troba a EUMETSAT, Darmstadt.

## Satèl·lit
El disseny i estructura del satèl·lit està basat en el CryoSat-2, un satèl·lit ambiental de l'ESA, amb les corresponents adaptacions degut a una orbita més elevada i una instrumentació més pesant. El conjunt de la missió consisteixen dos satèl·lits idèntics, el Sentinel-6A (Jason-CS A) i el Sentinel-6B (Jason-CS B). Ambdós seran temporalment consecutius, amb dates de llançament el 2020 i el 2026 respectivament i una sobreposició temporal prevista dels dos satèl·lits de 6 mesos.

## Instruments
Els principals instruments que porta a bord el Sentinel-6 són els següents:
- POSEIDON-4: Un Radar d'obertura sintètica corresponent a l'instrument principal.
- AMR-C: Un radiòmetre de microones multifreqüència i d'alta resolució proporcionat pel Jet Propulsion Laboratory de la NASA per tal de determinar el contingut atmosfèric de vapor d'aigua i les distorsions que ocasiona al radar.[5]
- Receptor GNSS del sistema americà GPS i l'europeu Galileo per determinar l'òrbita amb precisió.